# Lista de campeões mundiais da TNA

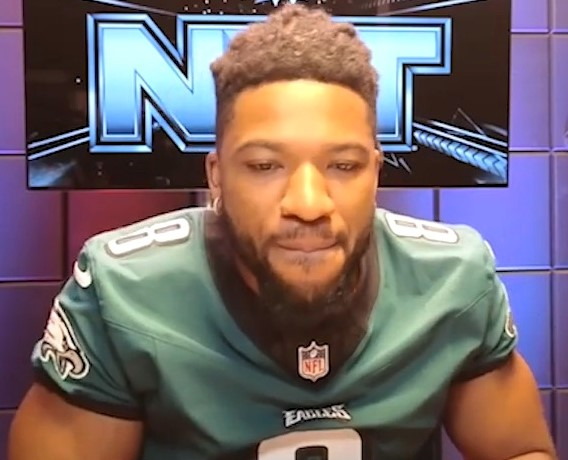
Trick Williams, o atual campeão

Esta lista de campeões mundiais da TNA reúne os atletas que obtiveram este título de luta profissional que pertence a organização estadunidense Impact Wrestling, antiga Total Nonstop Action Wrestling. Criado em 2007, é o primeiro título mundial da empresa, após a National Wrestling Alliance (NWA) romper abruptamente seus laços contratuais com a TNA, retirando os seus campeonatos mundiais de pesos-pesados e de duplas, dos quais a TNA possuía total controle até 13 de maio de 2007.
Neste mesmo dia, a TNA realizou o evento Sacrifice, no qual o então campeão mundial dos pesos-pesados da NWA Christian Cage defenderia o título contra Kurt Angle e Sting em uma luta three-way. Angle ganhou a luta, e no programa semanal da TNA, chamado naquela altura de Impact!, realizado no dia seguinte (no qual foi exibido em 17 de maio de 2007), veio ao ringue com um novo cinturão e anunciou que ele era o "novo campeão mundial dos pesos-pesados da TNA". O comentarista da TNA, Mike Tenay, anunciou enquanto Angle caminhava para o ringue que o diretor de gestão Jim Cornette, figura de autoridade da TNA na época, "tomou a decisão que, devido à crescente exposição mundial da TNA, a empresa precisava ter seus próprios cinturões"; este foi o reconhecimento por parte da TNA que a NWA havia realmente terminando o laço contratual entre as empresas, além de dar uma explicação a história do porquê o campeonato mundial foi criado. Mais tarde, durante a transmissão, Cornette despojou Angle do título, devido a um fim controverso da luta no Sacrifice. Cornette anunciou então que o campeonato iria ser disputado no evento Slammiversary em 17 de junho de 2007, em uma luta King of the Mountain, que envolve cinco participantes competindo para obter um pinfall ou submissão para se tornar elegível para pendurar um cinturão de campeão para vencer. No Slammiversary, Kurt Angle derrotou Samoa Joe, A.J. Styles, Christian Cage e Chris Harris para se tornar novamente campeão.
Os reinados do Campeonato Mundial da TNA são determinados com a realização de combates de luta profissional, onde os competidores estão envolvidos em rivalidades com roteiros pré-determinados. As rivalidades são criadas entre os vários competidores, onde utilizam o papel de face (herói) e o de heel (vilão). Até o presente mês de junho de 2025, Kurt Angle possui o recorde de maior número de reinados, com seis. Com 335 dias, o segundo reinado de Josh Alexander é o mais longo na história do título. O primeiro reinado de Alexander detém o recorde de reinado mais curto na história do título, com apenas alguns minutos. Em suma, temos 62 reinados distribuídos entre 37 lutadores, com o título tendo ficado vago por sete ocasiões.
O atual campeão é Trick Williams, do WWE NXT que está em seu primeiro reinado. Ele derrotou Joe Hendry no NXT Battleground em 25 de maio de 2025, em Tampa, Flórida.

## História

### Nomes
| Nome                                                     | Anos                                           |
| -------------------------------------------------------- | ---------------------------------------------- |
| Campeonato Mundial dos Pesos Pesados da TNA              | 13 de maio de 2007 – 1 de março de 2017        |
| Campeonato Mundial dos Pesos Pesados do Impact Wrestling | 2 de março de 2017 – 2 de julho de 2017        |
| Campeonato Mundial dos Pesos Pesados Unificado da GFW    | 2 de julho de 2017 - 17 de agosto de 2017      |
| Campeonato Global da GFW                                 | 17 de agosto de 2017 - 18 de setembro de 2017  |
| Campeonato Global do Impact                              | 18 de setembro de 2017 - 10 de janeiro de 2018 |
| Campeonato Mundial do Impact                             | 10 de janeiro de 2018 - 13 de março de 2021    |
| Campeonato Mundial Unificado do Impact                   | 13 de março de 2021 - 16 de março de 2021      |
| Campeonato Mundial do Impact                             | 16 de março de 2021 - 13 de janeiro de 2024    |
| Campeonato Mundial da TNA                                | 13 de janeiro de 2024 – presente               |

### Reinados
| #       | Ordem dos reinados                                                               |
| Reinado | O número de reinados para o conjunto específico de lutadores listados            |
| Evento  | O evento promovido pela respectiva promoção em que os títulos foram conquistados |
| —       | Usado para reinados vagos para não contá-lo como um reinado oficial              |
| +       | Indica que o reinado atual está mudando diariamente                              |

| Nº                                   | Lutador           | Reinado | Data                    | Dias com o título | Local                           | Evento                             | Notas | Ref(s)                             |
| ------------------------------------ | ----------------- | ------- | ----------------------- | ----------------- | ------------------------------- | ---------------------------------- | --- | ---------------------------------- |
| Total Nonstop Action Wrestling (TNA) |                   |         |                         |                   |                                 |                                    | |                                    |
| 1                                    | Kurt Angle        | 1       | 13 de maio de 2007      | 1                 | Orlando, Flórida                | Sacrifice (2007)                   | Foi uma luta three-way, também envolvendo Sting e Christian Cage pelo, que era referido como, "Campeonato Mundial dos Pesos-Pesados". No Impact! de 17 de maio de 2007, Angle foi anunciado como novo "Campeão Mundial dos Pesos-Pesados da TNA". | [ 9 ] [ 10 ]                       |
| —                                    | Vago              | —       | 14 de maio de 2007      | —                 | Orlando, Flórida                | TNA Impact!                        | Angle perdeu o título por controvérsia na luta do Sacrifice. Exibido em 17 de maio de 2007. | [ 5 ] [ 8 ] [ 11 ]                 |
| 2                                    | Kurt Angle        | 2       | 17 de junho de 2007     | 119               | Nashville, Tennessee            | Slammiversary (2007)               | Angle derrotou Samoa Joe, A.J. Styles, Christian Cage e Chris Harris em uma luta King of the Mountain para ganhar o título vago. | [ 12 ] [ 13 ]                      |
| 3                                    | Sting             | 1       | 14 de outubro de 2007   | 2                 | Duluth, Geórgia                 | Bound for Glory (2007)             | | [ 14 ] [ 15 ]                      |
| 4                                    | Kurt Angle        | 3       | 16 de outubro de 2007   | 180               | Orlando, Flórida                | TNA Impact!                        | Exibido em 25 de outubro de 2007. | [ 16 ] [ 17 ]                      |
| 5                                    | Samoa Joe         | 1       | 13 de abril de 2008     | 182               | Lowell, Massachusetts           | Lockdown (2008)                    | Foi uma luta numa jaula de aço. | [ 18 ] [ 19 ]                      |
| 6                                    | Sting             | 2       | 12 de outubro de 2008   | 189               | Hoffman Estates, Illinois       | Bound for Glory IV                 | | [ 20 ] [ 21 ]                      |
| 7                                    | Mick Foley        | 1       | 19 de abril de 2009     | 63                | Filadélfia, Pensilvânia         | Lockdown (2009)                    | Foi uma luta numa jaula de aço. | [ 22 ] [ 23 ]                      |
| 8                                    | Kurt Angle        | 4       | 21 de junho de 2009     | 91                | Auburn Hills, Michigan          | Slammiversary (2009)               | Foi uma luta King of the Mountain também envolvendo Samoa Joe, Jeff Jarrett e A.J. Styles. | [ 24 ] [ 25 ]                      |
| 9                                    | A.J. Styles       | 1       | 20 de setembro de 2009  | 211               | Orlando, Flórida                | No Surrender (2009)                | | [ 26 ] [ 27 ]                      |
| 10                                   | Rob Van Dam       | 1       | 19 de abril de 2010     | 113               | Orlando, Flórida                | TNA Impact!                        | | [ 28 ] [ 29 ]                      |
| —                                    | Vago              | —       | 10 de agosto de 2010    | —                 | Orlando, Flórida                | TNA Impact!                        | Vago após Rob Van Dam se lesionar, na história. Exibido em 19 de agosto de 2010. | [ 30 ] [ 31 ]                      |
| 11                                   | Jeff Hardy        | 1       | 10 de outubro de 2010   | 91                | Daytona Beach, Flórida          | Bound for Glory (2010)             | Hardy derrotou Kurt Angle e Mr. Anderson na final de um torneio. | [ 32 ] [ 33 ]                      |
| 12                                   | Mr. Anderson      | 1       | 9 de janeiro de 2011    | 35                | Orlando, Flórida                | Genesis (2011)                     | | [ 34 ] [ 35 ]                      |
| 13                                   | Jeff Hardy        | 2       | 13 de fevereiro de 2011 | 11                | Orlando, Flórida                | Against All Odds (2011)            | Foi uma luta de escadas. | [ 36 ] [ 37 ]                      |
| 14                                   | Sting             | 3       | 24 de fevereiro de 2011 | 108               | Fayetteville, Carolina do Norte | TNA Impact!                        | Exibido em 3 de março de 2011. | [ 38 ] [ 39 ]                      |
| 15                                   | Mr. Anderson      | 2       | 12 de junho de 2011     | 29                | Orlando, Flórida                | Slammiversary IX                   | | [ 40 ] [ 41 ]                      |
| 16                                   | Sting             | 4       | 11 de julho de 2011     | 27                | Orlando, Flórida                | Impact Wrestling                   | Exibido em 14 de julho de 2011. | [ 42 ] [ 43 ]                      |
| 17                                   | Kurt Angle        | 5       | 7 de agosto de 2011     | 72                | Orlando, Flórida                | Hardcore Justice (2011)            | | [ 44 ] [ 45 ]                      |
| 18                                   | James Storm       | 1       | 18 de outubro de 2011   | 8                 | Orlando, Flórida                | Impact Wrestling                   | Exibido em 20 de outubro de 2011. | [ 46 ] [ 47 ]                      |
| 19                                   | Bobby Roode       | 1       | 26 de outubro de 2011   | 256               | Macon, Geórgia                  | Impact Wrestling                   | Exibido em 3 de novembro de 2011. | [ 48 ] [ 49 ]                      |
| 20                                   | Austin Aries      | 1       | 8 de julho de 2012      | 98                | Orlando, Flórida                | Destination X (2012)               | | [ 50 ] [ 51 ]                      |
| 21                                   | Jeff Hardy        | 3       | 14 de outubro de 2012   | 147               | Phoenix, Arizona                | Bound for Glory (2012)             | | [ 52 ] [ 53 ]                      |
| 22                                   | Bully Ray         | 1       | 10 de março de 2013     | 130               | San Antonio, Texas              | Lockdown (2013)                    | Foi uma luta numa jaula de aço. | [ 54 ]                             |
| 23                                   | Chris Sabin       | 1       | 18 de julho de 2013     | 28                | Louisville, Kentucky            | Impact Wrestling: Destination X    | | [ 55 ]                             |
| 24                                   | Bully Ray         | 2       | 15 de agosto de 2013    | 66                | Norfolk, Virgínia               | Impact Wrestling: Hardcore Justice | Foi uma luta numa jaula de aço. Se Ray perdesse, nunca mais poderia disputar o Campeonato Mundial dos Pesos-Pesados. | [ 56 ]                             |
| 25                                   | A.J. Styles       | 2       | 20 de outubro de 2013   | 9 (46)            | San Diego, Califórnia           | Bound for Glory (2013)             | Foi uma luta sem desqualificações. Quatro dias depois, no Impact Wrestling, Styles se recusou a assinar um novo contrato com a TNA, de modo que a presidente da empresa, Dixie Carter, anunciou em 29 de outubro que o título ficaria vago a partir daquela data. Porém Styles continuou defendendo o Campeonato Mundial dos Pesos-Pesados da TNA de forma não oficial em empresas do México e do Japão.                                            | [ 57 ] [ 58 ] [ 59 ] [ 60 ] [ 61 ] |
| —                                    | Vago              | —       | 29 de outubro de 2013   | —                 | —                               | —                                  | Título vago pela presidente da TNA Dixie Carter, devido a Styles não renovar seu contrato com a empresa (no enredo). | [ 62 ]                             |
| 26                                   | Magnus            | 1       | 3 de dezembro de 2013   | 128               | Orlando, Flórida                | Impact Wrestling: Final Resolution | Magnus derrotou Jeff Hardy em uma luta Dixieland na final de um torneio para ganhar o título vago. Exibido em 19 de dezembro de 2013. No episódio do Impact Wrestling gravado em 5 de dezembro (que foi exibido no dia 9 de janeiro de 2014), Magnus derrotou A.J. Styles em uma luta sem desqualificações para se tornar no campeão "indiscutível" da TNA.                                                                                         | [ 63 ] [ 64 ] [ 65 ] [ 66 ]        |
| 27                                   | Eric Young        | 1       | 10 de abril de 2014     | 70                | Orlando, Flórida                | Impact Wrestling                   | Se Magnus fosse desqualificado, perdesse por contagem ou se alguém interferisse na luta a seu favor, ele perderia o título. | [ 67 ]                             |
| 28                                   | Lashley           | 1       | 19 de junho de 2014     | 91                | Bethlehem, Pensilvânia          | Impact Wrestling                   | Se alguém além de MVP ou Kenny King interferisse, seria demitido. | [ 68 ]                             |
| 29                                   | Bobby Roode       | 2       | 18 de setembro de 2014  | 111               | Bethlehem, Pensilvânia          | Impact Wrestling                   | Kurt Angle foi o árbitro especial. Exibido em 29 de outubro de 2014. | [ 69 ]                             |
| 30                                   | Lashley           | 2       | 7 de janeiro de 2015    | 24                | Nova Iorque, Nova Iorque        | Impact Wrestling                   | | [ 70 ]                             |
| 31                                   | Kurt Angle        | 6       | 31 de janeiro de 2015   | 145               | Londres, Inglaterra             | Impact Wrestling                   | Exibido em 20 de março de 2015. | [ 71 ] [ 72 ]                      |
| 32                                   | Ethan Carter III  | 1       | 25 de junho de 2015     | 101               | Orlando, Flórida                | Impact Wrestling                   | Exibido em 1 de julho de 2015. | [ 73 ]                             |
| 33                                   | Matt Hardy        | 1       | 4 de outubro de 2015    | 2                 | Concord, Carolina do Norte      | Bound for Glory (2015)             | Foi uma luta three-way, envolvendo também Drew Galloway. | [ 74 ]                             |
| —                                    | Vago              | —       | 6 de outubro de 2015    | —                 | —                               | —                                  | Matt Hardy abdicou o título vago devido a uma liminar judicial proposta por Ethan Carter III (como parte do enredo), onde Hardy seria impedido de aparecer no Impact Wrestling enquanto fosse campeão e como resultado, ele renunciou o título. | [ 75 ]                             |
| 34                                   | Ethan Carter III  | 2       | 5 de janeiro de 2016    | 3                 | Bethlehem, Pensilvânia          | Impact Wrestling                   | Carter derrotou Matt Hardy nas finais do TNA World Title Series para vencer o título. | [ 76 ]                             |
| 35                                   | Matt Hardy        | 2       | 8 de janeiro de 2016    | 67                | Bethlehem, Pensilvânia          | Impact Wrestling                   | Foi uma luta last man standing. Se Hardy não vencesse, ele teria que deixar a TNA. Exibido em 19 de janeiro de 2016. | [ 77 ]                             |
| 36                                   | Drew Galloway     | 1       | 15 de março de 2016     | 89                | Orlando, Flórida                | Impact Wrestling                   | Galloway invocou sua oportunidade do Feast or Fired pelo título para enfrentar Hardy e vencer o título. | [ 78 ] [ 79 ]                      |
| 37                                   | Lashley           | 3       | 12 de junho de 2016     | 113               | Orlando, Flórida                | Slammiversary (2016)               | Foi uma luta decidida apenas por nocaute ou submissão. Em 13 de julho, Lashley também conquistou o Campeonato da X Division ao derrotar Eddie Edwards em uma jaula de aço pelos dois cinturões. Em 11 de agosto, Lashley também venceu o Campeonato King of the Mountain ao derrotar James Storm. No dia seguinte, Lashley aposentou o e vagou o da Divisão X.                                                                                      | [ 80 ]                             |
| 38                                   | Eddie Edwards     | 1       | 3 de outubro de 2016    | 97                | Orlando, Flórida                | Impact Wrestling                   | Exibido em 6 de outubro. | [ 81 ]                             |
| 39                                   | Lashley           | 4       | 8 de janeiro de 2017    | 175               | Orlando, Flórida                | Impact Wrestling: Genesis          | Foi uma luta Iron Man de 30 minutos. Exibido em 26 de janeiro de 2017. Em 2 de março, o título foi renomeado "Impact World Heavyweight Championship". | [ 82 ]                             |
| Global Force Wrestling (GFW)         |                   |         |                         |                   |                                 |                                    | |                                    |
| 40                                   | Alberto El Patrón | 1       | 2 de julho de 2017      | 43                | Orlando, Flórida                | Slammiversary XV                   | Foi uma luta de unificação do TNA World Heavyweight Championship e GFW Global Championship. | [ 83 ]                             |
| —                                    | Vago              | —       | 14 de agosto de 2017    | —                 | —                               | —                                  | Vago devido a uma suspensão aplicada a Alberto El Patrón. | [ 84 ]                             |
| 41                                   | Eli Drake         | 1       | 17 de agosto de 2017    | 146               | Orlando, Flórida                | GFW Impact!                        | Venceu o título vago após eliminar por último Eddie Edwards em uma luta 20-man Gauntlet for the Gold durante as gravações do GFW Impact!. Exibido em 24 de agosto de 2017. | [ 85 ]                             |
| Impact Wrestling                     |                   |         |                         |                   |                                 |                                    | |                                    |
| 42                                   | Austin Aries      | 2       | 10 de janeiro de 2018   | 102               | Orlando, Flórida                | Impact!                            | Foi exibido em 1 de fevereiro de 2018. Durante este reinado, o campeonato recebeu o nome de Impact World Championship. | [ 86 ]                             |
| 43                                   | Pentagón Jr.      | 1       | 22 de abril de 2018     | 2                 | Orlando, Flórida                | Redemption                         | Foi uma luta triple threat também envolvendo Fénix. | [ 87 ]                             |
| 44                                   | Austin Aries      | 3       | 24 de abril de 2018     | 173               | Orlando, Flórida                | Impact! Under Pressure             | Foi exibido em 31 de maio de 2018. Aries unificou o Impact World Championship ao Impact Grand Championship. |                                    |
| 45                                   | Johnny Impact     | 1       | 14 de outubro de 2018   | 196               | Nova Iorque, Nova Iorque        | Bound for Glory                    | | [ 88 ]                             |
| 46                                   | Brian Cage        | 1       | 28 de abril de 2019     | 180               | Toronto, Canadá                 | Rebellion                          | Lance Storm foi o árbitro convidado. | [ 89 ]                             |
| 47                                   | Sami Callihan     | 1       | 25 de outubro de 2019   | 79                | Windsor, Canadá                 | Impact!                            | Foi uma luta steel cage. Foi exibido em 29 de outubro de 2019. | [ 90 ]                             |
| 48                                   | Tessa Blanchard   | 1       | 12 de janeiro de 2020   | 165               | Dallas, Texas                   | Hard to Kill                       | Blanchard se tornou a primeira mulher a vencer o título. | [ 91 ]                             |
| —                                    | Vago              | —       | 25 de junho de 2020     | —                 | —                               | —                                  | Após um período de inatividade durante o qual Blanchard perdeu várias gravações devido a restrições de viagem relacionadas ao COVID-19, seu contrato foi rescindido pela Impact Wrestling e ela foi destituída do título. | [ 92 ]                             |
| 49                                   | Eddie Edwards     | 2       | 18 de julho de 2020     | 28                | Nashville, Tennessee            | Slammiversary                      | Derrotou Ace Austin, Trey, Rich Swann, e Eric Young em uma luta Fatal five-way de eliminação pelo título vago no Slammiversary | [ 93 ]                             |
| 50                                   | Eric Young        | 2       | 15 de agosto de 2020    | 70                | Nashville, Tennessee            | Impact!                            | Exibido em 1 de setembro de 2020. | [ 94 ]                             |
| 51                                   | Rich Swann        | 1       | 24 de outubro de 2020   | 183               | Nashville, Tennessee            | Bound for Glory                    | No Sacrifice em 13 de março de 2021, Swann derrotou Moose para unificar o TNA World Heavyweight Championship, que foi oficialmente sancionado como um título separado, com o Impact World Championship. O título da TNA foi desativado enquanto o título do Impact ficou brevemente conhecido como Impact Unified World Championship antes de reverter para o Impact World Championship. Swann levaria os dois cinturões para representar o título. | [ 95 ]                             |
| 52                                   | Kenny Omega       | 1       | 25 de abril de 2021     | 110               | Nashville, Tennessee            | Rebellion                          | Esta foi uma luta Winner Takes All em que Omega também defendeu o AEW World Championship. | [ 96 ]                             |
| 53                                   | Christian Cage    | 1       | 13 de agosto de 2021    | 71                | Chicago, Illinois               | AEW Rampange                       | Cage aposentou o cinturão do TNA World Heavyweight Championship no episódio de 19 de agosto de 2021 do Impact!, deixando o título mais uma vez representado por um único cinturão. | [ 97 ]                             |
| 54                                   | Josh Alexander    | 1       | 23 de outubro de 2021   | <1                | Sunrise Manor, Nevada           | Bound for Glory                    | Alexander voluntariamente abdicou X Division Championship em troca de uma luta pelo Impact World Championship no evento. | [ 98 ]                             |
| 55                                   | Moose             | 1       | 23 de outubro de 2021   | 182               | Sunrise Manor, Nevada           | Bound for Glory                    | Moose Utilizou o contrato do Call Your Shot Gauntlet para vencer o titulo. | [ 98 ]                             |
| 56                                   | Josh Alexander    | 2       | 23 de abril de 2022     | 335               | Poughkeepsie, Nova Iorque       | Rebellion                          | Esta foi uma luta Winner Takes All em que Omega também defendeu o AEW World Championship. | [ 99 ]                             |
| —                                    | Vago              | —       | 24 de março de 2023     | 202               | —                               | —                                  | O título foi vago devido a Josh Alexander precisar de cirurgia para reparar um tríceps rompido. Este episódio foi transmitido com atraso em 6 de abril de 2023. | [ 100 ]                            |
| 57                                   | Steve Maclin      | 1       | 16 de abril de 2023     | 54                | Toronto, Ontário, Canadá        | Rebellion                          | Derrotou Kushida para conquistar o título vago. | [ 101 ]                            |
| 58                                   | Alex Shelley      | 1       | 9 de junho de 2023      | 218               | Columbus, Ohio                  | Against All Odds                   | Durante este reinado, o nome da empresa foi revertido para Total Nonstop Action Wrestling (TNA). | [ 102 ]                            |
| Total Nonstop Action Wrestling (TNA) |                   |         |                         |                   |                                 |                                    | |                                    |
| 59                                   | Moose             | 2       | 13 de janeiro de 2024   | 189               | Paradise, Nevada                | Hard to Kill                       | Moose acionou sua oportunidade pelo título mundial do Feast or Fired. | [ 103 ]                            |
| 60                                   | Nic Nemeth        | 1       | 20 de julho de 2024     | 183               | Montreal, Quebec, Canadá        | Slammiversary                      | Esta foi uma luta Six-way de eliminação, que também envolveu Josh Alexander, Steve Maclin, Joe Hendry e Frankie Kazarian, com Nemeth realizando o pinfall em Kazarian. | [ 104 ]                            |
| 61                                   | Joe Hendry        | 1       | 19 de janeiro de 2025   | 126               | Garland, Texas                  | Genesis                            | | [ 105 ]                            |
| 62                                   | Trick Williams    | 1       | 25 de maio de 2025      | 29+               | Tampa, Flórida                  | NXT Battleground                   | Este foi um evento do WWE NXT. | [ 106 ]                            |

## Lista de reinados combinados
| † | Indica o atual campeão. |

Atualizado em 23 de junho de 2025.
| Pos. | Lutador           | Nº de reinados | Dias combinados |
| ---- | ----------------- | -------------- | --------------- |
| 1    | Kurt Angle        | 6              | 608             |
| 2    | Lashley           | 4              | 403             |
| 3    | Austin Aries      | 3              | 373             |
| 4    | Moose             | 2              | 371             |
| 5    | Bobby Roode       | 2              | 367             |
| 6    | Josh Alexander    | 2              | 335             |
| 7    | Sting             | 4              | 326             |
| 8    | Jeff Hardy        | 3              | 249             |
| 9    | A.J. Styles       | 2              | 220             |
| 10   | Alex Shelley      | 1              | 218             |
| 11   | Bully Ray         | 2              | 196             |
| 11   | Johnny Impact     | 1              | 196             |
| 13   | Nic Nemeth        | 1              | 183             |
| 13   | Rich Swann        | 1              | 183             |
| 15   | Samoa Joe         | 1              | 182             |
| 16   | Brian Cage        | 1              | 180             |
| 17   | Tessa Blanchard   | 1              | 165             |
| 18   | Eli Drake         | 1              | 146             |
| 19   | Eric Young        | 2              | 140             |
| 20   | Magnus            | 1              | 128             |
| 21   | Joe Hendry        | 1              | 126             |
| 22   | Eddie Edwards     | 2              | 125             |
| 23   | Rob Van Dam       | 1              | 113             |
| 24   | Kenny Omega       | 1              | 110             |
| 25   | Ethan Carter III  | 2              | 104             |
| 26   | Drew Galloway     | 1              | 89              |
| 27   | Sami Callihan     | 1              | 79              |
| 28   | Christian Cage    | 1              | 71              |
| 29   | Matt Hardy        | 2              | 69              |
| 30   | Mr. Anderson      | 2              | 64              |
| 31   | Mick Foley        | 1              | 63              |
| 32   | Steve Maclin      | 1              | 54              |
| 33   | Alberto El Patrón | 1              | 43              |
| 34   | Trick Williams †  | 1              | 29+             |
| 35   | Chris Sabin       | 1              | 28              |
| 36   | James Storm       | 1              | 8               |
| 37   | Pentagón Jr.      | 1              | 2               |